# Минск ММВЗ-3.111
Минск ММВЗ-3.111 — лёгкий дорожный двухместный мотоцикл из семейства мотоциклов Минск производства Минского мотоциклетно-велосипедного завода (БССР, г. Минск). Выпускался с 1973 по 1976 год, обладатель Государственного знака качества СССР.
Модель нового поколения кардинально отличалась от своего предшественника Минск М106. Более современным стал внешний вид мотоцикла, чему способствовала ликвидация облицовок, а также оригинальные формы крышек картера двигателя, бензобака и инструментальных ящиков — которые можно видеть и на сегодняшних M1NSK M125.
На Минск ММВЗ-3.111 c 1973 года была введена новая система обозначения моделей, разработанная ВНИИ-Мотопромом СССР:
- ММВЗ — завод изготовитель;
- 3 — класс мотоцикла (до 125 см3);
- 1 — тип мотоцикла (дорожный);
- 11 — заводской номер модели.

Одноцилиндровый двигатель с воздушным охлаждением имел головку цилиндра из алюминиевого сплава. Мощность была повышена за счёт лучшего наполнения цилиндра, увеличения степени сжатия (до 8,5), в результате чего была получена мощность 9,5 л.с. при 6 000 об/мин. Вместо контактно-масляного воздушного фильтра был применён бумажный воздухофильтр. Для двигателя требуется топливо из смеси масла и бензина в соотношении 1:25.
Коробка передач четырёхступенчатая с ножным механизмом переключения. Сцепление многодисковое, в масляной ванне. Привод на заднее колесо — цепью, с защитой главной передачи штампованными кожухами и резиновыми чехлами цепи.
Рама трубчатая, закрытого типа. Передняя вилка телескопического типа с гидравлическими амортизаторами, задняя подвеска маятникового типа с гидравлическими амортизаторами.
На мотоциклы ММВЗ-3.111 впервые начали устанавливать 18-дюймовые колёса с алюминиевыми ступицами, а также центральный переключатель света и указатели поворотов.

## ММВЗ-3.111С «Спорт»
Эта машина, хотя и дорожная, но предназначена для мотоциклистов со спортивными наклонностями, любящими ездить по дорогам, схожими с кроссовыми трассами. В связи с этим она снабжена рулём спортивного типа, одинарным седлом. глушителем, расположенным вверху у седла. Мотоцикл приобрёл спортивную современную внешность и благодаря применению новой, укороченной фары, спидометра и центрального переключателя, вынесенных на специальных стойках над фарой, боковых световозвращателей на кожухах передней вилки. У «Спорта» нет багажника и декоративных элементов. Колёса и шины могут быть размером 2.50 — 19. как на предыдущих моделях, и новые, размером 3.00 — 18 дюймов.
- Передняя подвеска — телескопическая;
- Задняя подвеска — маятниковая с гидравлическими амортизаторами.
- Электрооборудование: генератор Г421 или Г427; зажигание — электронное; катушка зажигания — Б-300 или Б-300Б; свеча зажигания — А6БС или А5БС; коммутатор — КЭТ-1 (устанавливается с генератором Г427).

Выпуск модели ММВЗ-3.111С «Спорт» начался одновременно с выпуском ММВЗ-3.115 в 1976 году.